# Dr. Alban
奧班·烏佐馬·努瓦帕（Alban Uzoma Nwapa，1957年8月26日—），藝名Dr. Alban，是一名伊博族裔瑞典籍音樂家，出生於奈及利亞伊莫州。原先移民至瑞典攻讀牙醫學，他於斯德哥爾摩一家俱樂部擔任DJ以支撐學費。1990年他被Denniz Pop發掘，並發行第一張專輯《Hello Afrika》。他最知名的作品是1992年發行的單曲It's My Life，該單曲登上德國的GfK娛樂榜單、奧地利Ö3四十強音樂榜以及多個歐洲國家單曲榜冠軍。他的音樂風格混合了歐陸舞曲、雷鬼音樂以及牙買加Dancehall等多種類型。